# ドナルド・クリスプ
ドナルド・クリスプ（Donald Crisp、1882年7月27日 - 1974年5月25日）は、ロンドン出身で主にアメリカで活動したイングランドの俳優・映画監督。
ハリウッド創成期から活躍し、後の映画業界に強い影響力を有していた俳優であり、『わが谷は緑なりき』（1941年）でアカデミー助演男優賞を受賞するなど様々な映画に出演した名脇役として知られる。

## 略歴
1882年にロンドンで8人兄弟姉妹の1人として生まれる。
1906年にアメリカに渡る際の船で歌の才能を買われて仕事を得る。翌年にはニューヨークで舞台監督として活動するようになる。その後、後の名監督D・W・グリフィスと出会い、友人となる。1912年にグリフィスと共にハリウッドに渡り、グリフィスの助手をしながら演出を学んだ後、約70本の映画を監督する。並行して自ら俳優として100本近くのサイレント映画に出演する。1914年に初めて監督としてクレジットされた映画『Little Country Mouse』が公開される。1915年にはグリフィス監督の大作映画『國民の創生』でグラント将軍を演じ、1919年には同じくグリフィス監督の『散り行く花』ではヒロイン（リリアン・ギッシュ）を虐待する父親役を演じる。また、これらのキャリアの合間に第一次世界大戦に従軍している。
1930年の映画『The Runaway Bride』を最後に監督業を引退、俳優に専念することになり、1941年の映画『わが谷は緑なりき』でアカデミー助演男優賞を受賞する。
第二次世界大戦の際には米陸軍予備役登録する（階級は大佐）。
戦後も俳優業を続け、1963年に引退、1974年に脳梗塞で死去する。

## 主な出演作品
- 國民の創生 The Birth of a Nation (1915)
- 散り行く花 Broken Blossoms (1919)
- 紅塵 Red Dust (1932)
- 戦艦バウンティ号の叛乱 Mutiny on the Bounty (1935)
- 市街戦 Beloved Enemy (1936)
- ゾラの生涯 The Life of Emile Zola (1937)
- 黒蘭の女 Jezebel (1938)
- コメット・オーバー・ブロードウェイ Comet Over Broadway (1938)
- 嵐が丘 Wuthering Heights (1939)
- 女王エリザベス The Private Lives of Elizabeth and Essex (1939)
- ジキル博士とハイド氏 Dr. Jekyll and Mr. Hyde (1941)
- わが谷は緑なりき How Green Was My Valley (1941)
- 名犬ラッシー 家路 Lassie Come Home (1943)
- 呪いの家 The Uninvited (1944)
- 緑園の天使 National Velvet (1944)
- ラッシーの息子 Son of Lassie (1945)
- 愛の決断 The Valley of Decision (1945)
- ラッシーの試練 Challenge to Lassie (1949)
- 炎と剣 Prince Valiant (1954)
- ララミーから来た男 The Man from Laramie (1955)
- フランダースの犬 A Dog of Flanders (1960)
- ポリアンナ Pollyanna (1960)
- スペンサーの山 Spencer's Mountain (1963)